# پروژه فیلم‌سازان مستقل
پروژه فیلم‌سازان مستقل (انگلیسی: Independent Filmmaker Project) یا به‌اختصار «IFP»، به مجموعه‌ای از سازمان‌های غیرانتفاعی و متکی به حقِ اشتراک اطلاق می‌شود که کارشان ایجاد برنامه‌هایی در جهت کمک به فیلم‌سازان مستقل و ایجاد ارتباطِ آنان با افراد متخصص و حرفه‌ای در صنعت سینما و در نهایت با مخاطبان است.
این پروژه در سال ۱۹۷۹ میلادی توسط فیلم‌سازان مستقل برپا شد و تنها شعبهٔ نیویورک آن، ۵۰۰۰ عضو دارد.
مدیر اجرایی فعلی این سازمان «ژوآنا ویسنته» است.